# دومينيك باتايل
دومينيك باتايل (بالفرنسية: Dominique Bataille)‏ (مواليد 29 أكتوبر 1963) هو سبّاح فرنسي، مثّل بلاده في الألعاب الأولمبية الصيفية 1984.

## روابط خارجية
دومينيك باتايل على موقع الاتحاد الدولي للسباحة (الإنجليزية)
- دومينيك باتايل على موقع اللجنة الأولمبية الدولية (الإنجليزية)
- دومينيك باتايل على موقع أوليمبيديا (الإنجليزية)